# Crisis de rehenes de Gladbeck
La crisis de rehenes de Gladbeck fue un atraco a un banco y toma de rehenes que tuvo lugar en Alemania Occidental del 16 al 18 de agosto de 1988. Dos hombres con antecedentes penales, Hans-Jürgen Rösner y Dieter Degowski, robaron una sucursal del Deutsche Bank en Gladbeck, ciudad de Renania del Norte-Westfalia, tomando a dos empleados como rehenes. Durante la huida se incorporó la novia de Rösner, Marion Löblich, con quien secuestraron un autobús del transporte público en Bremen. Con veintisiete rehenes a bordo, se dirigieron hacia los Países Bajos, donde todos menos dos rehenes fueron liberados y el autobús fue cambiado por un coche de fuga. La toma de rehenes terminó finalmente cuando la policía embistió el coche de la huida en la autopista A3, cerca de Bad Honnef, en Renania del Norte-Westfalia.
Durante la crisis de rehenes, un joven de 15 años y una mujer de 18 fueron asesinados. Una tercera víctima, un policía de 31 años, murió en un accidente de tráfico mientras perseguía a los secuestradores. En ese momento, el desarrollo de los acontecimientos fue ampliamente cubierto por los medios de comunicación de Alemania Occidental, que rápidamente convirtieron el suceso en un circo mediático. Los periodistas han sido criticados por realizar entrevistas con los secuestradores, pedirles que posaran para fotografías y ayudarlos dándoles, entre otras cosas, café e indicaciones para escapar. Esto llevó al Consejo de Prensa Alemán a prohibir futuras entrevistas con secuestradores durante situaciones de toma de rehenes.

## Perpetradores

### Hans-Jürgen Rösner
Hans-Jürgen "Hanusch" Rösner nació el 17 de febrero de 1957 en Gladbeck. Creció en una familia con tres hermanas mayores y una hermana menor. Su padre, veterano de la Segunda Guerra Mundial, a menudo era violento y abusaba físicamente de él durante su niñez. Según se informa, cuando tenía 8 o 9 años, un conocido de su padre le enseñó a robar en tiendas. Su primera condena por robo fue a los 14 años.
Con menos de treinta años, Rösner ya había cometido numerosos hurtos y robos y había pasado un total de once años en prisión. En agosto de 1986, desapareció mientras estaba en libertad condicional y se ocultó en la casa de su hermana. Un año después, se mudó con su novia, Marion Löblich, y su hija adolescente Nicole, a un apartamento en el barrio de Rentfort-Nord. La policía, tras recibir información de su paradero por parte de la exesposa de Rösner, Úrsula, planeó arrestarlo el 16 de agosto de 1988, el día del robo al banco y la toma de rehenes.

### Dieter Degowski
Dieter Degowski nació el 4 de junio de 1956 en Gladbeck; era el quinto hijo de una familia de seis hijos. Al igual que Rösner, experimentó abuso doméstico cuando era niño, lo que le provocó el desarrollo de un carácter violento y antisocial. Los dos se conocieron mientras asistían a una escuela primaria de educación especial. En su adolescencia cometía con regularidad delitos menores, entre ellos el hurto en tiendas, y fue arrestado por primera vez a la edad de 15 años por robar drogas sedantes. Más tarde comenzó a robar coches y desarrolló una adicción al alcohol y al Vesparax.
En 1983, Rösner y Degowski volvieron a cruzarse cuando compartieron celda en la prisión de Werl durante ocho meses. Poco antes del atraco al banco en agosto de 1988, Degowski aceptó ser el cómplice de Rösner con la premisa de que con el dinero robado fundarían su propia empresa de reciclaje de coches cerca de Münster. El coeficiente intelectual de Degowski fue evaluado en 79.

### Marion Löblich
Marion Irma Löblich, de apellido de soltera Müller, nació el 14 de abril de 1954 en Bremen; ella era la segunda de ocho hijos. Durante su infancia, sus padres a menudo se enfrentaban a problemas económicos. Al final de su adolescencia, quedó embarazada de su primer hijo y se casó con el padre. Algún tiempo después del nacimiento de su hija Leila, que tiene discapacidad intelectual, descubrió a su marido engañándola con su mejor amiga. Solicitó el divorcio en 1975, mientras estaba embarazada de su segunda hija, Nicole.
Un año más tarde se casó con su segundo marido en Duisburgo; se mudaron a Gladbeck y abrieron un bar. Allí conoció a Ralf Löblich y se divorció de su marido en 1978 para casarse por tercera vez. En 1980, dio a luz a un hijo, llamado Pierre. La pareja trabajó durante algún tiempo como taxistas, pero insatisfecha con su matrimonio, Marion dejó a su marido para iniciar una relación con Hans-Jürgen Rösner.

## Desarrollo de los hechos

Recorrido tomado por los secuestradores.

### 16 de agosto
El 16 de agosto, a primera hora de la mañana, dos delincuentes armados y encapuchados (Rösner y Degowski) irrumpieron en una sucursal del Deutsche Bank en el distrito de Rentfort-Nord en Gladbeck, antes del horario de apertura.
A las 8:04 a. m., un testigo hizo una llamada de emergencia a la policía. Los delincuentes vieron un coche de policía aparcado cuando salían de la sucursal. Regresaron al banco y tomaron como rehenes a dos empleados, exigieron un automóvil y el dinero del rescate, y dispararon sus armas al aire varias veces en señal de advertencia.
Una emisora de radio fue la primera en entrevistarlos mientras se producía la crisis de los rehenes. Después de varias horas de negociaciones, los secuestradores recibieron 300.000 marcos alemanes y un Audi 100 blanco como coche de fuga. A las 21:45 horas comenzó la huida, llevándose consigo a los dos rehenes del banco. Marion Löblich, la novia de Hans-Jürgen Rösner, subió al coche en Gladbeck.

### 17 de agosto
Después de conducir por la autopista hacia Bremen, los secuestradores se detuvieron en el distrito de Huckelriede y secuestraron un autobús público con 32 pasajeros a bordo, a las 19:00 horas. Los medios de comunicación entrevistaron a los secuestradores y rehenes sin ninguna intervención de la policía. Algunos rehenes incluso tenían una pistola apuntando contra sus gargantas.
Después de la liberación de cinco rehenes, el autobús fue conducido a la zona de servicio de la autopista en Grundbergsee. Allí los dos empleados del banco fueron liberados.
Dos agentes de policía detuvieron a Marion Löblich, que estaba utilizando el baño. Exigiendo un intercambio, Degowski y Rösner amenazaron con matar a un rehén cada cinco minutos. Una vez expirado el ultimátum, le dispararon en la cabeza a un joven italiano de 15 años, Emanuele De Giorgi; se decía que el chico estaba protegiendo a su hermana. En el momento de los hechos, la policía iba a seguir la petición de los secuestradores y soltar a Löblich, pero una mala comunicación policial y la llave defectuosa para abrir las esposas impidieron evitar la muerte del adolescente. Veinte minutos después llegó una ambulancia, pero De Giorgi murió dos horas después en el hospital.
Después de este incidente, el autobús fue conducido hacia Oldenzaal, en los Países Bajos. Durante la persecución un coche de policía chocó con un camión, dejando un policía muerto (Ingo Hagen) y otro herido.

### 18 de agosto

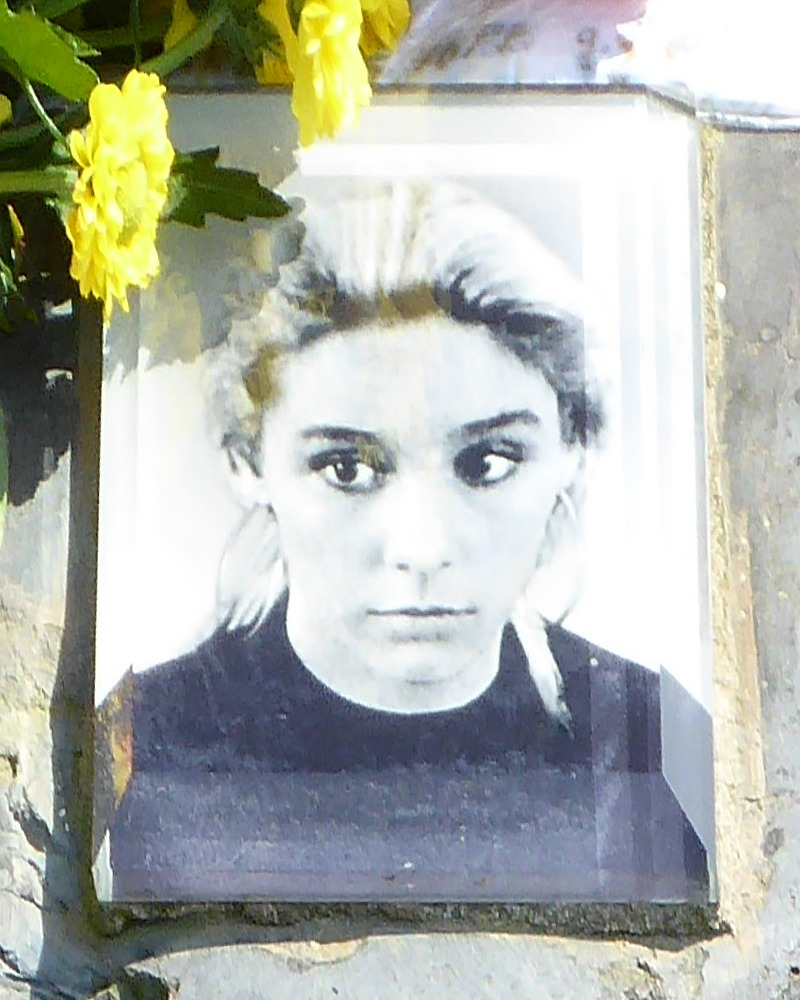
Silke Bischoff, una de las tres víctimas.

El 18 de agosto de 1988, a las 2:30 horas, el autobús cruzó la frontera con los Países Bajos. A las 5:15 horas, dos mujeres y tres niños fueron liberados, después de que la policía holandesa se negara a negociar mientras los niños estuvieran como rehenes. A las 6:30 horas, Rösner y Degowski se montaron en un BMW 735i. El vehículo de la fuga había sido preparado por la policía para poder detener el motor mediante control remoto. Al intentar escapar, Löblich y el conductor del autobús resultaron heridos.
Durante una parada en Wuppertal, los secuestradores fueron de compras a una farmacia.
Después de detenerse a las 10:30 horas en una zona peatonal de Colonia, el coche fue rodeado por medios de comunicación y compradores curiosos que querían ver la escena. Algunos periodistas se ofrecieron a guiar a los secuestradores en su camino o a entregarles fotografías de agentes de policía para evitar engaños en caso de intercambio de rehenes. El periodista Udo Röbel accedió al interior del vehículo y dio instrucciones a los secuestradores hasta una zona de descanso cercana en la autopista, acompañándolos durante varios kilómetros.
En la A3, cerca de Bad Honnef, unos kilómetros antes de la frontera entre los estados de Renania del Norte-Westfalia y Renania-Palatinado, a las 13:40 horas un coche de policía embistió al coche de la huida, lo dejó inmóvil y provocó un tiroteo. Uno de los rehenes pudo salir del coche. Sin embargo, Silke Bischoff, de 18 años, recibió un disparo mortal en el corazón y murió. Después del tiroteo, los secuestradores fueron arrestados.

## Desenlace
El 22 de marzo de 1991, Rösner y Degowski fueron declarados culpables por el Tribunal Superior Regional de Essen y condenados a cadena perpetua. Löblich fue condenada a nueve años de prisión. En 2002, el Tribunal Superior de Hamm determinó una «culpabilidad muy grave» y la pena de Degowski se incrementó a 24 años. En 2004, el mismo Tribunal Superior desestimó una solicitud de libertad condicional y una solicitud de Rösner para acortar su pena. El tribunal también declaró el estado de prisión preventiva (Sicherungsverwahrung), por lo que es poco probable que Rösner sea liberado una vez finalizada su condena.
El 20 de noviembre de 1988, el ministro del Interior de Bremen, Bernd Meyer, dimitió por los múltiples errores cometidos por la policía.
Varios años después del incidente, tuvo lugar un debate público entre la policía local y el juez que había condenado a Rösner y Degowski a cadena perpetua sobre el papel desempeñado por los periodistas inmiscuidos en la crisis de rehenes, entre ellos Udo Röbel, un reportero que había subido al vehículo con los secuestradores y los acompañó, dándoles indicaciones para salir de Colonia. El juez elogió a Röbel por haber evitado un posible baño de sangre en Colonia al subir al coche. Sin embargo, esta no fue la opinión expresada en el informe oficial sobre el incidente, elaborado por una investigación parlamentaria en el estado federado de Renania del Norte-Westfalia, que comentaba negativamente sobre la ética de los periodistas.
En agosto de 2018, el Tribunal Regional de Arnsberg anunció que Dieter Degowski iba a quedar en libertad condicional tras cumplir 30 años de prisión.

### Circo mediático
Este fue el primer incidente en Alemania con intervención directa de representantes de los medios de comunicación, cuyo mal manejo de la situación desembocó en un circo mediático sin precedentes en el país. La actitud de los periodistas y reporteros fue duramente criticada, especialmente por el hecho de haber prestado ayuda a los secuestradores, sacarles fotografías y hacer entrevistas tanto a los atracadores como a los rehenes, algunos de ellos estando encañonados a punta de pistola. Uno de los periodistas que actuó de esta manera fue Frank Plasberg. Como resultado, el Consejo de Prensa Alemán (Deutscher Presserat) prohibió cualquier entrevista futura con secuestradores durante situaciones de toma de rehenes. El jefe del sindicato de periodistas más grande de Alemania (DJV), Michael Konken, se ha referido al incidente como «la hora más oscura del periodismo alemán desde el final de la Segunda Guerra Mundial».

## Filmografía
Los eventos de la crisis de rehenes de Gladbeck han sido dramatizados en la película Gladbeck, emitida por la ARD en dos episodios en marzo de 2018. Un documental distribuido por Netflix titulado Gladbeck: The Hostage Crisis fue estrenado en 2022.